# Чешская хроника
Хро́ника Боге́мии, позднее «Че́шская хро́ника» (лат. Chronica Boemorum) — первая хроника на латинском языке, в которой была последовательно и относительно полно изложена древняя история современной Чехии. Написана предположительно в 1119—1125 годах Козьмой Пражским.
В рукопись вошли сведения об исторических событиях в чешской земле с древнейших времён по первую четверть XII в. При этом «Хроника» не ограничивается чешской национальной историографией, раскрывая также вопросы взаимоотношений различных европейских государств в X—XII веках.
Автором хроники был декан капитула собора Святого Вита в Праге Козьма Пражский. Являясь ценным историческим источником, особенно в части, касающейся событий, современником которых был Козьма, «Чешская хроника» во многом задала направление последующего развития чешского летописания. Работу над хроникой летописец вёл до своей смерти в 1125 году. Несмотря на некоторые неточности и яркое выражение собственной позиции автора, высокий для той эпохи научный уровень и важность описанных в ней событий выдвигают Козьму Пражского в число одних из самых значительных летописцев средневековой Европы.
«Чешская хроника» Козьмы Пражского, наряду с «Повестью временных лет» Нестора и «Хроникой и деяниями князей или правителей польских» Галла Анонима, имеет фундаментальное значение для славянской культуры и входит в число важнейших источников по истории Чехии и соседних с ней государств.

## Содержание хроники
«Хроника» состоит из трёх книг. В оригинальных списках заглавия и нумерация глав отсутствуют, однако в издании Бретхольца была введена нумерация глав арабскими цифрами.
Первая книга охватывает историю Чехии, начиная с древних времён и до 1038 года. Книга содержит 2 предисловия и 42 главы. Козьма посвятил её канонику Пражского капитула Гервазию. Описание языческого периода в данной книге основано на древних преданиях, которые во время жизни Козьмы ещё сохранялись в народной памяти. Многие из этих сведений легендарны, но в основе некоторых из них лежат исторические факты. Только при описании начала распространения христианства автор начинает использовать письменные источники, часть из которых указана, а часть так и осталась неизвестной.

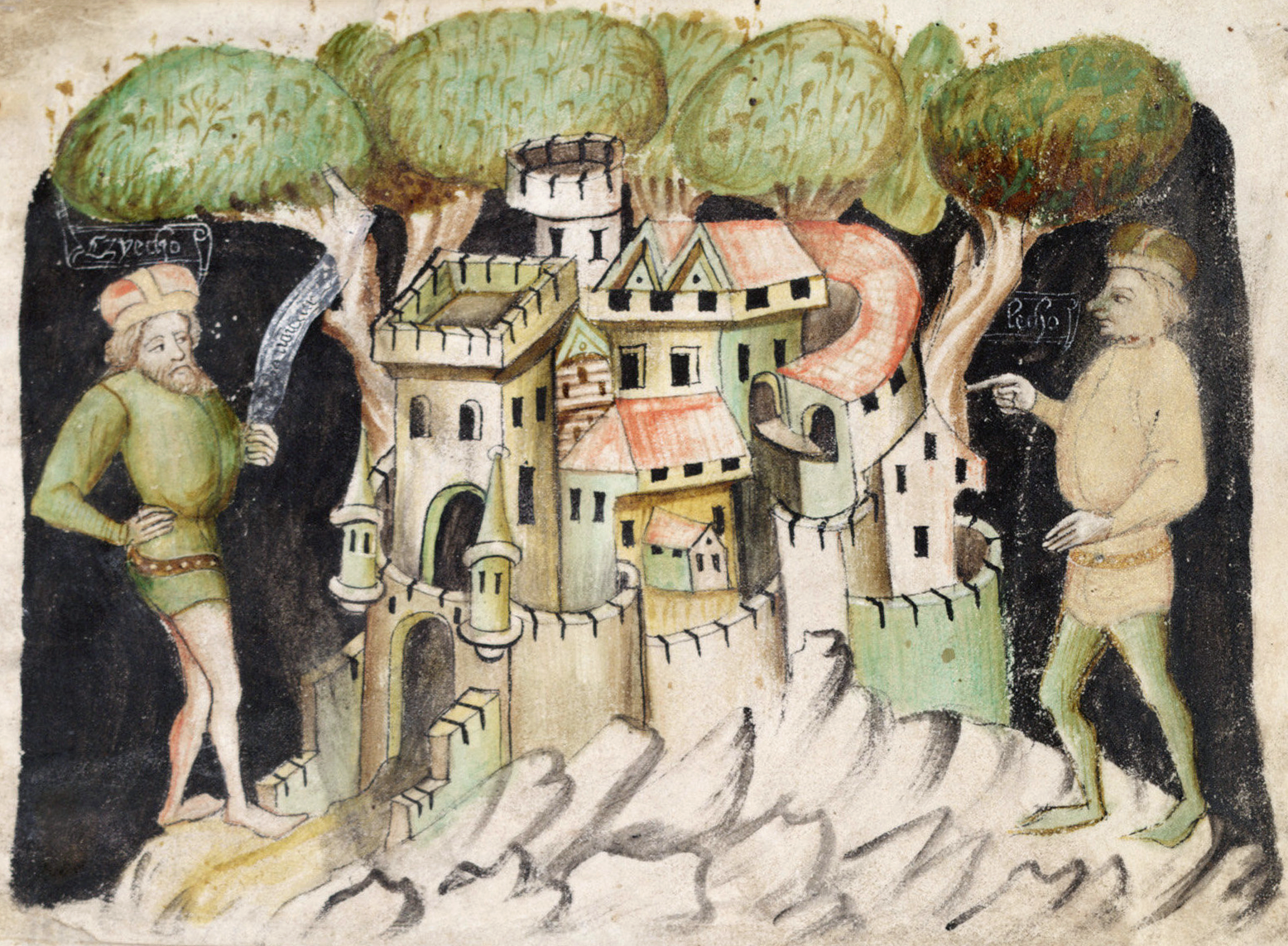
Изображение легендарных Чеха и Леха на фоне Пражского Града, вклеенное в Будишинский список в конце XIV века. Хроника дала начало легенде о трёх славянских братьях, впервые явив образ праотца Чеха.

Книга начинается со всемирного потопа. Далее Козьма приводит легенду о том, что название Чехии связано с именем легендарного праотца Чеха. Затем он описывает легендарную историю Чехии. При этом в «Хронике» отсутствует какая-либо информация о прежних обитателях Чехии, а также информация о прежних местах обитания чехов. Хотя какая-то историческая основа в этих сказаниях присутствует, но в этой части достоверных исторических фактов очень мало. По мнению исследователей, ряд событий и имён выдуман самим автором. Только начиная с 14-й главы (крещения князя Борживоя I) повествование опирается на письменные источники. Заканчивается книга смертью князя Яромира (4 ноября 1038 года).
Вторая книга охватывает период с 1039 до 1092 года и описывает правление чешских князей, начиная с Бржетислава I. Она заканчивается смертью Вратислава II. Книга состоит из предисловия и 51 главы и посвящена Клименту, аббату Бржевновского монастыря. Вторая книга основана на сообщениях очевидцев, а также на личных наблюдениях Козьмы, о чём он сообщает в предисловии. При этом данная книга содержит ряд хронологических и фактических ошибок, а также некоторые умолчания.
Наиболее достоверной и подробной является третья книга, охватывающая период с 1093 до 1125 года. Она состоит из предисловия и 62 глав. Автор является очевидцем описываемых событий, однако при изложении фактов он выражает свою политическую позицию, а также старается избегать критики правителей княжества. Начинается книга описанием правления князя Бржетислава II и заканчивается первым годом правления князя Собеслава I — 1125 годом. В этом году Козьма умер, о чём в конце хроники была сделана последняя запись.

## Стиль и язык хроники
«Хроника», как и большинство других европейских хроник того времени, была написана на латыни. Сам автор называл свой язык «сельским», однако, по мнению позднейших исследователей, язык, которым написана хроника, находился на том же уровне, на котором писались большинство произведений того времени. При этом Козьма использует как латинские слова и выражения классического периода, так и термины средневековой латыни. Кроме того, встречаются и греческие слова.
Как и многие другие хронисты того времени, Козьма в своём произведении сохранил традиции античных авторов. По его собственным словам, он относился к «Хронике» как к героическому эпосу. Нередко автор использует мифологические и библейские сюжеты, а также античную поэзию. Иногда он указывает цитируемых авторов, однако чаще цитаты даются без упоминания имён. Для изображения битв используются трафаретные приёмы. В ряде мест Козьма подражает Гомеру, а также чувствуется сильное влияние на автора произведений Гая Саллюстия Криспа, Тита Ливия и Боэция. Вместе с тем, сильно влияние и традиций средневековых хронистов, в первую очередь Регино Прюмского.
Язык, которым написана «Хроника», отличается живостью и выразительностью, несмотря на некоторую риторику. В тексте хроники встречается как прозаический текст, так и рифмованный, для которого используются разные стихотворные формы (чаще всего — гекзаметр). Одним из применяемых Козьмой риторических приёмов «Хроники» является использование прямой речи.

## Источники для создания хроники

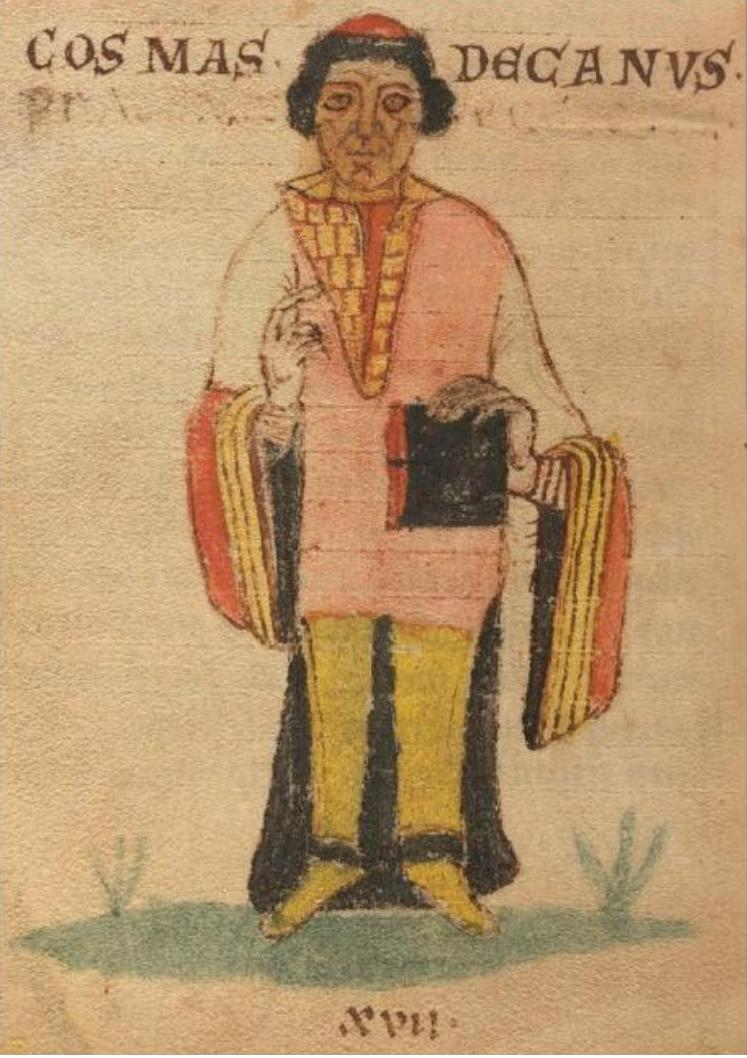
Портрет Козьмы Пражского, автора «Хроники» из Лейпцигского списка

## Достоверность данных хроники

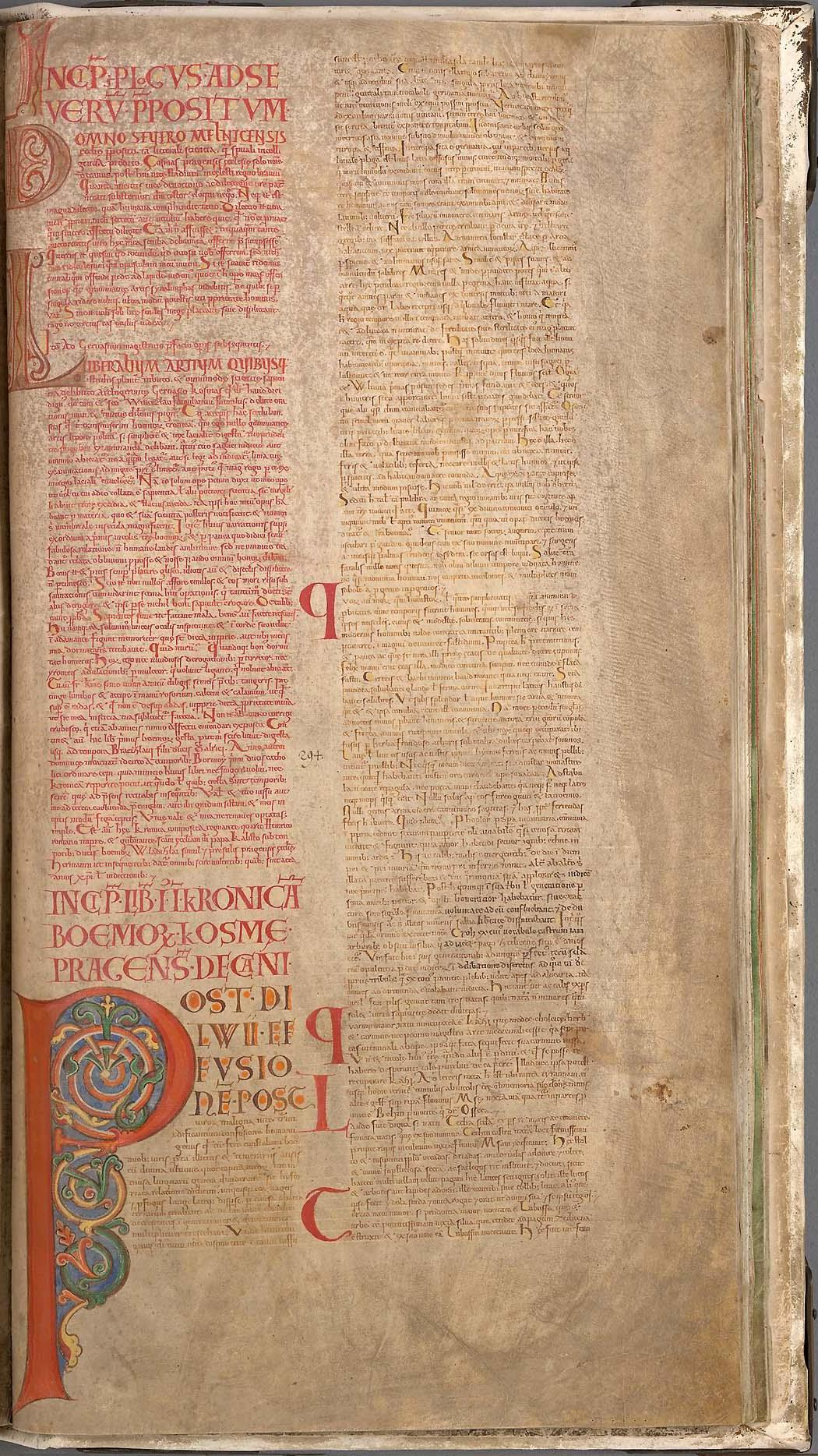
Первая страница Стокгольмского списка из «Книжного великана» XIII века

### Рукописные списки «Чешской хроники»

Классификация списков по Бертольду Бретхольцу

### История исследований

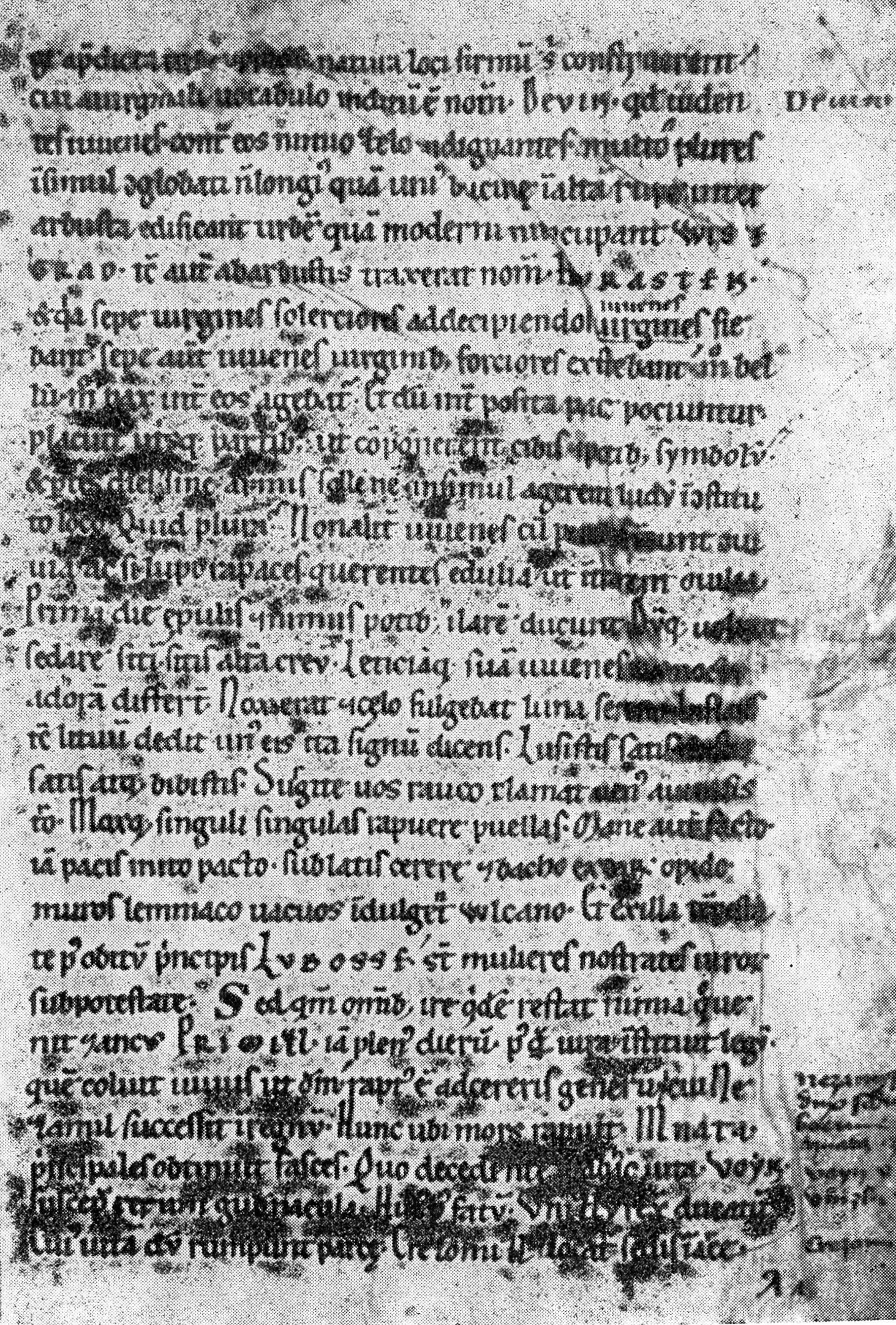
Страница одного из рукописных списков «Хроники»

## Влияние хроники на чешскую историографию

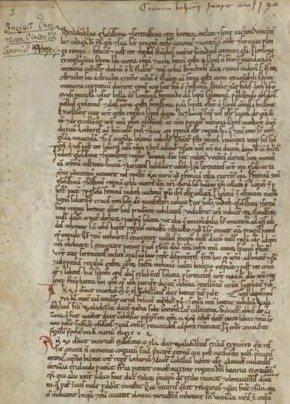
Страница Хроники Винцентия